# Bad Blood (álbum)
Bad Blood (estilizado como BΔD BLOOD) é um álbum de estúdio da banda britânica Bastille, lançado em 4 de março de 2013 pela gravadora Virgin Records no Reino Unido e pela Universal Music Group nos outros países. Apresenta os singles "Overjoyed", "Bad Blood", "Flaws", "Pompeii", "Laura Palmer" e "Things We Lost in the Fire". O álbum ficou por três semanas não-consecutivas no topo da UK Albums Chart e conquistou disco de platina em seu país de origem. Ele também alcançou nos EUA o Billboard 200, assim como em vários outros países.
Uma versão estendida do álbum, All This Bad Blood, foi lançada em 25 de novembro de 2013 e contou com a adição do single "Of the Night". Além disso, foi indicado na categoria "álbum britânico do ano" no BRIT Awards 2014.

## Antecedentes
A banda incluía inicialmente dois outros músicos no violino e violoncelo, mas diminuiu para os quatro membros atuais. Smith, Wood, Farquarson e Simmons tocaram juntos antes da banda foi iniciada, mas todas as suas primeiras canções foram escritas e gravadas por Smith. Em 04 de julho de 2011 eles lançaram seu primeiro single "Flaws" / "Icarus" através da gravadora independente de Londres Young & Lost Club, lançando em 7 segundos vinis limitados à 300 cópias.No final de 2011 eles auto-lançaram seu primeiro EP Laura Palmer como download digital e em CD.
Eles assinaram com a Virgin Records e lançaram seu segundo single "Overjoyed", mas devido a pouca promoção para o single, ele falhou nas paradas musicais. No início de 2012, eles também lançaram o mixtape Other People's Heartache como um download gratuito, que contou com covers de várias músicas diferentes. Eles começaram a gravar seu álbum de estréia em junho de 2012, onde Dan Smith disse "Nós basicamente fizemos o álbum num estúdio do tamanho de um armário, por isso isto foi levado ao extremo". Eles lançaram um terceiro single, "Bad Blood", em agosto de 2012, que conseguiu atingir a posição 90 na parada musical britânica UK Singles Chart. No final de 2012 eles lançaram Other People's Heartache, Pt. II, e tinham acabado de gravar seu álbum de estréia, mas estavam decidindo sobre a tracklist. Eles relançaram "Flaws" em outubro de 2012 em vinil e download digital, que conseguiu atingir a posição 21 no UK Singles Chart. Para ajudar os singles lançãdos, a banda entrou na curta turnê Flaws Tour.

## Lançamento e promoção
Bad Blood foi anunciado em janeiro de 2013, juntamente com a lista de músicas, assim como o próximo single "Pompeii". "Pompeii", foi lançado em fevereiro 2013 em vinil e como download digital, e estreou em #2 no UK Singles Chart, em #5 na Billboard Hot 100 dos EUA e #1 nas paradas de músicas alternativas. O single foi disco de platina no Reino Unido, e dupla platina nos EUA. Bad Blood foi lançado em 4 de março no Reino Unido, e estreou em #1 no UK Album Chart. Em 11 de março, Bastille foi anunciada para tocar nos Festivais de Reading e Leeds, em agosto de 2013. [7]
Em entrevista ao Digital Spy em março 2013, "Laura Palmer" foi revelado para ser o quinto single a ser lançado do álbum, pelo vocalista, Dan Smith. O single foi lançado em 03 de junho de 2013, e um vídeo que acompanha a faixa estreou através da página oficial da banda na VEVO em 12 de abril de 2013. Em de maio de 2013, a banda lançou o EP Haunt nos EUA via iTunes. Em 06 de julho a banda se apresentou em sua primeiro festival de verão do Reino Unido em Blissfields. Em 24 de agosto de 2013, "Things We Lost In The Fire" foi lançado como o sexto e último single do álbum de estréia da banda.  O videoclipe da canção foi filmado em Vilnius e Kėdainiai, Lituânia. Ele atingiu em setembro de 2013 o número 28 no UK Singles Chart, e número 47 na parada norte-americana Billboard Hot Rock Songs. O álbum foi lançado nos EUA em 03 de setembro e estreou no número 11 na Billboard 200.
Bad Blood foi reemitido em 25 de novembro de 2013, em um álbum duplo chamado All This Bad Blood. O primeiro disco é uma reedição de Bad Blood, e o segundo disco é dividido em duas partes, intitulado All This Bad Blood e Other People's Heartache. All This Bad Blood contém quatro músicas que foram lançadas anteriormente como faixas não-comerciais do álbum Bad Blood: "Haunt (Demo)", "Sleepsong", "Durban Skies" e "Poet". "Weight of Living Pt. I", "The Silence" e "Laughter Lines" foram destaque na versão The Extended Cut de Bad Blood.  Other People's Heartache é uma seleção de duas mixtapes do Bastille, Other People's Heartache e Other People's Heartache Pt. II, e também contém duas novas faixas gravadas, "The Draw" e "Skulls". O primeiro single a promover o álbum, "Of the Night", foi lançado em 11 de outubro de 2013. A canção é um mashup de "The Rhythm of the Night", de Corona e "Rhythm Is a Dancer" por Snap!. O videoclipe da música de acompanhamento do single, dirigido por Dave Ma e estrelado por James Russo, foi lançado em 9 de outubro de 2013. "Of the Night" estreou na segunda posição no UK Singles Chart, e também alcançou outras paradas musicas em vários outros países.
A banda se apresentou no Saturday Night Live, em 25 de janeiro de 2014. Em fevereiro de 2014, Bastille ganhou o Brit Award para Best Breakthrough Act (Melhor Grande Descoberta), além de ser nomeada como Best British Group (Melhor Grupo Britânico), Single of the Year (Single do Ano) por "Pompeii" e Album of the Year (Álbum do Ano). Eles tocaram uma versão remixada de "Pompeii" com Rudimental e sua canção "Waiting All Night" no cerimônia, que foi lançado digitalmente e alcançou o número 21 no Reino Unido. Duas horas após a apresentação, as vendas de Bad Blood cresceram 132% e "Pompeii" subiu 29 lugares na parada de singles. Bad Blood então passou a número #1 novamente por duas semanas, e logo após ganhou dupla platina. Em março de 2014, "Flaws" foi re-lançado por uma terceira vez, mas apenas como um single de rádio. Em 1º de abril de 2014, a Official Charts Company anunciou que Bad Blood foi o álbum mais vendido digitalmente em 2013, e o décimo primeiro álbum mais vendido nos melhores Álbuns Oficiais Top 40 de 2013. Em dezembro de 2014, a álbum vendeu 730,001 cópias no Reino Unido. "Oblivion" foi lançado como o oitavo e último single, e em 21 de julho o vídeo para a canção foi lançado em sua conta na Vevo.

## Lista de faixas
Todas as faixas foram escritas por Dan Smith.

### Bad Blood
| Versão Principal |                                             |         |  |
| N.º              | Título                                      | Duração |  |
| 1.               | "Pompeii"                                   | 3:34    |  |
| 2.               | "Things We Lost In The Fire"                | 4:01    |  |
| 3.               | "Bad Blood"                                 | 3:33    |  |
| 4.               | "Overjoyed"                                 | 3:26    |  |
| 5.               | "These Streets"                             | 2:55    |  |
| 6.               | "Weight of Living, Pt. II"                  | 2:55    |  |
| 7.               | "Icarus"                                    | 3:45    |  |
| 8.               | "Oblivion"                                  | 3:16    |  |
| 9.               | "Flaws"                                     | 3:38    |  |
| 10.              | "Daniel in the Den"                         | 3:09    |  |
| 11.              | "Laura Palmer"                              | 3:06    |  |
| 12.              | "Get Home"                                  | 3:11    |  |
| 13.              | "Weight of Living, Pt. I" (faixa escondida) | 3:26    |  |

| Faixas digitais bônus |                                |         |  |
| N.º                   | Título                         | Duração |  |
| 14.                   | "These Streets" (Live at KOKO) | 2:26    |  |
| 15.                   | "Get Home" (Live at KOKO)      | 2:54    |  |

| Faixas bônus da The Extended Cut |                                                   |         |  |
| N.º                              | Título                                            | Duração |  |
| 14.                              | "Weight of Living, Pt. I"                         | 3:26    |  |
| 15.                              | "The Silence"                                     | 3:51    |  |
| 16.                              | "Laughter Lines"                                  | 4:04    |  |
| 17.                              | "Bad Blood" (Versão Piano Ao Vivo)                | 3:28    |  |
| 18.                              | "Things We Lost in the Fire" (Abbey Road Session) | 4:01    |  |
| 19.                              | "Laura Palmer" (Abbey Road Session)               | 2:54    |  |
| 20.                              | "Flaws" (Acústico Ao Vivo)                        | 3:38    |  |
| 21.                              | "Flaws" (Ao Vivo na Abbey Road Session (vídeo))   | 4:19    |  |
| 22.                              | "Overjoyed" (vídeo musical)                       | 3:43    |  |
| 23.                              | "Bad Blood" (vídeo musical)                       | 3:47    |  |
| 24.                              | "Flaws" (vídeo musical)                           | 3:41    |  |
| 25.                              | "Pompeii" (vídeo musical)                         | 3:52    |  |

| Faixas bônus de transmissão online da The Extended Cut |                                                   |         |  |
| N.º                                                    | Título                                            | Duração |  |
| 14.                                                    | "Weight of Living, Pt. I"                         | 3:26    |  |
| 15.                                                    | "The Silence"                                     | 3:51    |  |
| 16.                                                    | "Laughter Lines"                                  | 4:04    |  |
| 17.                                                    | "Bad Blood" (Versão Piano Ao Vivo)                | 3:28    |  |
| 18.                                                    | "Things We Lost in the Fire" (Abbey Road Session) | 4:01    |  |
| 19.                                                    | "Laura Palmer" (Abbey Road Session)               | 2:54    |  |

| Faixas bônus da edição asiática |                                           |         |  |
| N.º                             | Título                                    | Duração |  |
| 14.                             | "Pompeii (Kat Krazy Remix)"               | 3:37    |  |
| 15.                             | "Things We Lost in the Fire (Torn Remix)" |         |  |

| Faixas bônus da edição japonesa |                           |         |  |
| N.º                             | Título                    | Duração |  |
| 14.                             | "Weight of Living, Pt. I" | 3:28    |  |
| 15.                             | "The Silence"             | 3:51    |  |
| 16.                             | "Laughter Lines"          | 4:04    |  |
| 17.                             | "Poet"                    | 2:45    |  |
| 18.                             | "Haunt (Demo)"            | 2:52    |  |
| 19.                             | "Sleepsong"               | 3:42    |  |
| 20.                             | "Durban Skies"            | 4:11    |  |

| Faixas bônus da edição norte-americana |                           |         |  |
| N.º                                    | Título                    | Duração |  |
| 14.                                    | "The Silence"             | 3:51    |  |
| 15.                                    | "Weight of Living, Pt. I" | 3:28    |  |
| 16.                                    | "Laughter Lines"          | 4:04    |  |

### All This Bad Blood
| Disco 1 – Bad Blood |                              |         |  |
| N.º                 | Título                       | Duração |  |
| 1.                  | "Pompeii"                    | 3:34    |  |
| 2.                  | "Things We Lost In The Fire" | 4:01    |  |
| 3.                  | "Bad Blood"                  | 3:33    |  |
| 4.                  | "Overjoyed"                  | 3:26    |  |
| 5.                  | "These Streets"              | 2:55    |  |
| 6.                  | "Weight of Living, Pt. II"   | 2:55    |  |
| 7.                  | "Icarus"                     | 3:45    |  |
| 8.                  | "Oblivion"                   | 3:16    |  |
| 9.                  | "Flaws"                      | 3:38    |  |
| 10.                 | "Daniel in the Den"          | 3:09    |  |
| 11.                 | "Laura Palmer"               | 3:06    |  |
| 12.                 | "Get Home"                   | 3:08    |  |

| Disco 2, Parte 1 – All This Bad Blood |                           |         |  |
| N.º                                   | Título                    | Duração |  |
| 1.                                    | "Poet"                    | 2:44    |  |
| 2.                                    | "The Silence"             | 3:51    |  |
| 3.                                    | "Haunt (Demo)"            | 2:53    |  |
| 4.                                    | "Weight of Living, Pt. I" | 3:26    |  |
| 5.                                    | "Sleepsong"               | 3:40    |  |
| 6.                                    | "Durban Skies"            | 4:11    |  |
| 7.                                    | "Laughter Lines"          | 4:04    |  |

| Disco 2, Parte 2 – Other People's Heartache | |         |  |
| N.º                                         | Título | Duração |  |
| 8.                                          | "Previously on Other People's Heartache..." | 1:06    |  |
| 9.                                          | "Of the Night" (Rhythm Is a Dancer/The Rhythm of the Night mashup; Thea Austin, Benito Benites, Francesco Bontempi, Michael Gaffey, Pete Glenister, Annehley Gordon, John Garrett III, Giorgio Spagna) | 3:34    |  |
| 10.                                         | "The Draw" | 3:14    |  |
| 11.                                         | "What Would You Do" (City High cover) (Robby Pardlo, Ryan Toby) | 3:03    |  |
| 12.                                         | "Skulls" | 4:11    |  |
| 13.                                         | "Tuning Out.." | 4:04    |  |

| Disco 2, Faixas bônus exclusivas da Target |                                        |         |  |
| N.º                                        | Título                                 | Duração |  |
| 14.                                        | "Pompeii" (Live from Capitol Studios)  | 3:33    |  |
| 15.                                        | "Oblivion" (Live from Capitol Studios) | 3:08    |  |

| Disco 2, Faixas bônus da edição holandesa |                                                   |         |  |
| N.º                                       | Título                                            | Duração |  |
| 14.                                       | "Laura Palmer" (Abbey Road Session)               | 3:02    |  |
| 15.                                       | "Things We Lost in the Fire" (Abbey Road Session) | 3:33    |  |
| 16.                                       | "Oblivion" (Live from Capitol Studios)            | 3:08    |  |
| 17.                                       | "Pompeii" (Live from Capitol Studios)             | 3:33    |  |
| 18.                                       | "Bad Blood" (Live Piano Version)                  | 3:28    |  |

| Disco 2, Faixas bônus da edição belga |                                                       |         |  |
| N.º                                   | Título                                                | Duração |  |
| 14.                                   | "Pompeii" (Live at Studio Brussel/Acoustic)           | 3:02    |  |
| 15.                                   | "Flaws" (Live at NMN / Acoustic)                      | 4:01    |  |
| 16.                                   | "Laura Palmer" (Abbey Road Sessions)                  | 3:33    |  |
| 17.                                   | "Pompeii" (Live with Film Orchestra)                  | 3:08    |  |
| 18.                                   | "Things We Lost In The Fire" (Abbey Road Sessions)    | 3:28    |  |
| 19.                                   | "Of The Night" (Live at Rock Werchter 2014 /Explicit) | 3:33    |  |
| 20.                                   | "Pompeii" (Live at Rock Werchter 2014)                | 3:08    |  |
| 21.                                   | "bad_news"                                            | 3:28    |  |